# Guillaume VI de Juliers
Pour les articles homonymes, voir Guillaume VI et Guillaume de Juliers.
Guillaume VI de Juliers fut duc de Juliers de 1361 jusqu'à sa mort en 1393. Il était le fils de Guillaume V, duc de Juliers, et de Jeanne de Hainaut.

## Biographie
Nommé corégent dès 1343 par son père, leurs relations se dégradent toutefois dans les années qui suivent, le fils allant jusqu'à détenir captif le père de 1349 à 1351. Il tente par ailleurs pendant de nombreuses années de faire valoir ses droits sur les terres de Hollande-Zeeland face aux prétentions des Wittelsbach, en vain. Il perd les fiefs de Kaiserswerth et Zülpich. 
En 1360, à la mort de Gérard, son frère aîné, Guillaume devient l'héritier du duché de Juliers, la loi de succession privilégiant les enfants du duc par rapport aux petits-enfants, fussent-ils nés du fils aîné. Il succède à son père l'année suivante.
Fervent soutien d'Édouard de Gueldre dans le conflit qui l'oppose à son frère aîné Renaud II et notamment dans la querelle du Brabant, il prend part à la bataille de Baesweiler en 1371, au cours de laquelle il capture le duc Venceslas Ier de Luxembourg, tandis qu'Édouard est mortellement blessé. La même année, à la mort de son beau-frère Renaud III, duc de Gueldre, sa femme, Marie, en revendique la succession à la tête du duché de Gueldre, en compétition avec sa sœur Mathilde officiellement désignée héritière. Au bout de huit ans, Marie remporte la guerre de Succession de Gueldre et, l'année suivante, donne le duché à Guillaume, son fils aîné. Guillaume VI s'est soumis à l'empereur Charles IV en 1372 et en 1377, ce dernier a reconnu officiellement les droits de ses descendants sur le duché de Gueldre, même si, formellement, la victoire ne leur revient définitivement qu'en 1379.
À sa mort, Guillaume VI a agrandi ses possessions des villes de Monschau, Randerath et Linnich.

## Mariage et descendance
Il épouse le 25 décembre 1362 Marie de Gueldre († 1405), fille de Renaud II, duc de Gueldre et comte de Zutphen, et de Sophie Berthout, dame de Malines ; ils ont 3 enfants :
- Guillaume (1364 † 1402), duc de Gueldre (Guillaume Ier) et de Juliers (Guillaume VII) ;
- Renaud († 1423), duc de Gueldre (Renaud IV) et de Juliers ;
- Jeanne († 1394), mariée à Jean V d'Arkel (1362-1428) et dont le petit-fils Arnold d'Egmont relèvera les droits familiaux sur le duché de Gueldre à la mort de Renaud IV.